# Долгов, Евгений Петрович
Евгений Петрович Долгов (род. 20 июня 1969, Липецк) — советский и российский футболист, защитник. Мастер спорта (1990).

## Биография
Воспитанник СДЮШОР «Металлург» Липецк, первый тренер — Евгений Эськов. В 1987 году сыграл за команду 26 игр во второй лиге. Армейскую службу провёл в 1988—1989 годах команде второй лиги «Искра» Смоленск. Отклонил приглашение от киевского «Динамо» и в 1990 году перешёл в «Динамо» Москва, стал бронзовым призёром чемпионата. Осенью 1991 года сыграл три матча в Кубке УЕФА. В 1992 году провёл в чемпионате 12 матчей, в 1993 году не выступал. В 1994 году играл в китайском клубе «Шэньян Дунбэй Люяо».
Завершил карьеру из-за травмы паха.
29 августа 1990 года провел единственный матч за сборную СССР — товарищескую домашнюю игру против Румынии (1:2).